# Pytodoros z Tralles
Pytodoros z Tralles (gr.: Πυθόδωρος, Pythódoros) (ur. ok. 70, zm. po 28 p.n.e.) – bogaty grecki obywatel miasta Tralles (ob. Aydın w Turcji). Przyjaciel Pompejusza, późniejszego triumwira rzymskiego.

## Życiorys
Pytodoros był zięciem Marka Antoniusza triumwira rzymskiego. W 36 r., poślubił jego córkę Antonię, urodzoną w 50 r. Była ona jedną z najstarszych dzieci Antoniusza i jego drugiej żony Antonii Hybrydy. Małżeństwo było zaaranżowane przez Marka Antoniusza, który chciał użyć bogactw zięcia do sfinansowania kampanii partyjskiej. Pytodoros i Antonia, po zwycięstwie Oktawiana nad Markiem Antoniuszem i Kleopatrą VII pod Akcjum i zdobyciu przez niego Egiptu, osiedlili się w Smyrnie (dzisiejszy Izmir w Turcji). Żona urodziła mu tutaj córkę Pytodoris w r. 30 lub 29 p.n.e., przyszłą królową Pontu, Kapadocji.